# Доггер-банка
До́ггер-ба́нка, также До́ггер, устар. Доггер-Бенк, Доггер-Банк (нидерл. Doggersbank, от староголландского dogge — «рыбачья лодка») — крупнейшая песчаная отмель (банка) в Северном море, в 100 км от берега Великобритании.
По форме вытянута с юго-запада на северо-восток, длина 260 км, ширина от 30 до 60 км. Глубина моря в районе отмели колеблется от 15 до 36 метров — примерно на 20 метров меньше, чем в окружающих водах.
Отмель представляет собой богатый рыбой регион, здесь проходит лов трески и сельди.

## История

Доггер-банка на Птолемеевой карте

Согласно современным геологическим теориям, в эпоху последнего оледенения на месте Доггер-банки существовала суша, соединявшая Великобританию с континентальной Европой. Эта суша, получившая условное название Доггерленд, как предполагается, была затоплена в начале мезолита, не позднее 5000 года до н. э.
Доггер-банка стала ареной нескольких морских сражений:
- Сражение голландской и французской эскадр 17 июня 1696 года в ходе войны Аугсбургской лиги.
- Сражение британской и нидерландской эскадр 5 августа 1781 года в ходе Четвёртой англо-голландской войны.
- «Гулльский инцидент» в ночь на 22 октября 1904 года — обстрел британских рыболовных судов русской Второй Тихоокеанской эскадрой, которая при переходе на театр боевых действий Русско-японской войны ошибочно приняла рыболовную флотилию за отряд японских миноносцев[2].
- Сражение британской и германской эскадр 24 января 1915 года в ходе Первой мировой войны, в котором впервые в истории с обеих сторон участвовали линейные крейсера[2].